# فیت رینگولد
فیت رینگولد (انگلیسی: Faith Ringgold; ۸ اکتبر ۱۹۳۰ – ۱۲ آوریل ۲۰۲۴) نقاش، هنرمند تجسمی، تصویرگر، و مجسمه‌ساز اهل ایالات متحده آمریکا بود. از جمله جوایزی که او در طول دوران فعالیت هنری خویش دریافت کرد می‌توان به جوایزی همچون تایم ۱۰۰، نشان کالدکوت، و کمک‌هزینه گوگنهایم اشاره کرد.